# Kaan Kigen Özbilen
Kaan Kigen Özbilen (ur. 15 stycznia 1986 jako Mike Kipruto Kigen) – kenijski lekkoatleta specjalizujący się w biegach długodystansowych. Od października 2015 roku reprezentuje Turcję.
Złoty medalista mistrzostw świata w biegach przełajowych w drużynie seniorów (2006). W tym samym roku zdobył srebrne medale na 5000 i 10 000 metrów podczas afrykańskiego czempionatu w Bambous. Na koniec 2006 reprezentował Afrykę w lekkoatletycznym pucharze świata w Atenach.
W październiku 2015 roku wystartował w amsterdamskim maratonie, reprezentując po raz pierwszy barwy Turcji. 20 marca 2016 w Seulu przebiegł maraton w czasie 2:06:10, poprawiając rekord życiowy i ustanawiając zarazem nowy rekord Europy w tej konkurencji.
W 2016 zdobył srebrny medal w półmaratonie podczas mistrzostw Europy w Amsterdamie. Siedemnasty zawodnik maratonu na igrzyskach olimpijskich w Rio de Janeiro (2016).

## Osiągnięcia
| Rok  | Impreza                                   | Miejsce         | Konkurencja            | Lokata      | Wynik    |
| ---- | ----------------------------------------- | --------------- | ---------------------- | ----------- | -------- |
| 2006 | Mistrzostwa świata w biegach przełajowych | Fukuoka         | bieg seniorów          | 5. miejsce  | 35:54    |
| 2006 | Mistrzostwa świata w biegach przełajowych | Fukuoka         | drużyna seniorów       | 1. miejsce  |          |
| 2006 | Mistrzostwa Afryki                        | Bambous         | bieg na 5000 metrów    | 2. miejsce  | 14:05,12 |
| 2006 | Mistrzostwa Afryki                        | Bambous         | bieg na 10 000 metrów  | 2. miejsce  | 28:03,70 |
| 2006 | Światowy Finał IAAF                       | Stuttgart       | bieg na 5000 metrów    | 7. miejsce  | 13:55,22 |
| 2006 | Puchar świata                             | Ateny           | bieg na 5000 metrów    | 2. miejsce  | 13:36,19 |
| 2016 | Mistrzostwa Europy                        | Amsterdam       | półmaraton             | 2. miejsce  | 1:02:27  |
| 2016 | Igrzyska olimpijskie                      | Rio de Janeiro  | maraton                | 17. miejsce | 2:14:11  |
| 2016 | Mistrzostwa Europy w biegach przełajowych | Chia            | bieg seniorów          | 10. miejsce | 28:30    |
| 2016 | Mistrzostwa Europy w biegach przełajowych | Chia            | drużyna seniorów       | 3. miejsce  |          |
| 2017 | Igrzyska solidarności islamskiej          | Baku            | bieg na 10 000 metrów  | 2. miejsce  | 27:41,99 |
| 2017 | Mistrzostwa świata                        | Londyn          | maraton                | 14. miejsce | 2:14:29  |
| 2017 | Mistrzostwa Europy w biegach przełajowych | Šamorín         | bieg seniorów          | 1. miejsce  | 29:45    |
| 2017 | Mistrzostwa Europy w biegach przełajowych | Šamorín         | drużyna seniorów       | 1. miejsce  |          |
| 2018 | Mistrzostwa świata w półmaratonie         | Walencja        | półmaraton             | 9. miejsce  | 1:01:05  |
| 2018 | Igrzyska śródziemnomorskie                | Tarragona       | półmaraton             | 1. miejsce  | 1:04:19  |
| 2018 | Mistrzostwa Europy                        | Berlin          | bieg na 5000 metrów    | 14. miejsce | 13:35,31 |
| 2018 | Mistrzostwa Europy                        | Berlin          | bieg na 10 000 metrów  | 10. miejsce | 28:32,93 |
| 2018 | Mistrzostwa Europy w biegach przełajowych | Tilburg         | drużyna seniorów       | 1. miejsce  |          |
| 2020 | Mistrzostwa świata w półmaratonie         | Gdynia          | półmaraton             | 54. miejsce | 1:02:53  |
| 2020 | Mistrzostwa świata w półmaratonie         | Gdynia          | półmaraton (drużynowo) | 11. miejsce |          |
| 2023 | Mistrzostwa świata                        | Budapeszt       | maraton                | –           | DNF      |
| 2024 | Igrzyska olimpijskie                      | Paryż           | maraton                | –           | DNF      |
| 2025 | Mistrzostwa Europy w biegach ulicznych    | Bruksela/Leuven | maraton                | 11. miejsce | 2:13:50  |
| 2025 | Mistrzostwa Europy w biegach ulicznych    | Bruksela/Leuven | maraton drużynowo      | 2. miejsce  | 6:39:17  |

## Rekordy życiowe
- Bieg na 5000 metrów – 12:58,58 (2006)
- Bieg na 10 000 metrów – 27:03,49 (2012)
- Półmaraton – 59:48 (2019) rekord Turcji
- Maraton – 2:04:16 (2019) były rekord Europy, rekord Turcji